# Cot Iboih Timu
Cot Iboih Timu is een bestuurslaag in het regentschap Bireuen van de provincie Atjeh, Indonesië. Cot Iboih Timu telt 267 inwoners (volkstelling 2010).